# هاري سميث (لاعب كريكت بريطاني)
هاري سميث (6 سبتمبر 1890 بلندن في الإمبراطورية الرومانية - ) (بالإنجليزية: Harry Smith)‏ هو لاعب كريكت بريطاني. لعب مع نادي مقاطعة ساسكس للكريكت ‏.